# Lennart Ståhlfors

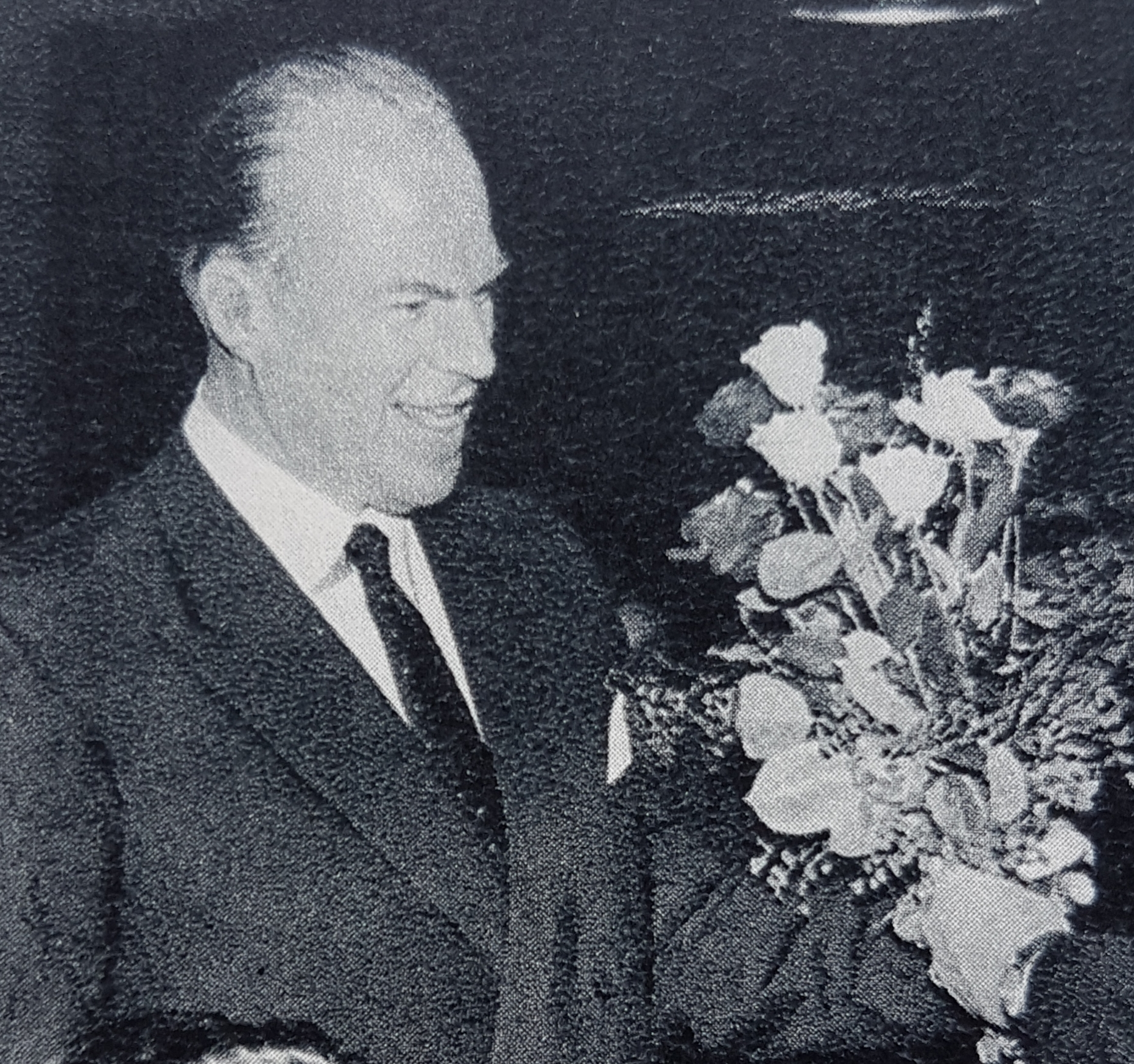
Lennart Ståhlfors

Lennart Ståhlfors född 24 november 1917 i Göteborg, död 25 maj 2010, var en svensk redaktör, segelflygare och silverflygare.
Ståhlfors första kontakt med flyget kom när han fick besöka Luftfartsutställningen i Göteborg 1923. Som femtonåring sparade han ihop pengar till sin första flygtur i en Tiger Moth ovanför Torslanda flygplats. Under andra världskriget sökte han sig in i Flygvapnet där han fick sina silvervingar. Under flygvapenperioden flög han J 8, J 20 och han lärde sig segelflyga. Under en dogfight-träning kom hans flygplan i flatspinn som inte kunde hävas. Efter stora problem lyckades han öppna huven, och blev därmed den första att överleva ett fallskärmshopp från en J 20. Hoppet gav honom ett ständigt medlemskap i Caterpillarklubben. Han tilldelades Luftstridsmärke m/43 i silver 1943. 
Efter kriget anställdes Lennart Ståhlfors som flyginstruktör vid KSAK där han efter några år kom att bli chef vid KSAK:s segelflygskola på Ålleberg. När han pensionerades från KSAK 1983 var han med om startandet av tidningen Segelflygsport där han länge var aktiv som redaktör. Han tilldelades FAI Lilienthalmedaljen 1967 för sina många års intensiva arbete för segelflyget. Han var en av de drivande bakom postverkets utgivning av frimärken med flygmotiv 2001. År 2009 tilldelades Ståhlfors Kungamedaljen.
Lennart Ståhlfors avled 2010.